# Почесне консульство Австрії у Львові
Почесне консульство Австрії у Львові — офіційне дипломатичне представництво Австрійської Республіки у Львові. Консульський округ включає Львівську, Тернопільську, Івано-Франківську, Рівненську, Волинську та Закарпатську області. Почесне консульство Австрії у Львові підпорядковується Посольству Австрії у Києві.

## Історія Почесного консульства Австрії у Львові
Республіка Австрія та Україна встановили консульські відносини 26 вересня 1991, хоча консульство Австрії у Львові існувало ще задовго до здобуття Україною незалежності.

### 1918—1938
Після закінчення Першої світової війни і проголошення Австрійської Республіки її першим офіційним представником у Львові став «направляючий офіцер» («Dirigierungsoffizier») підполковник Теодор Кольбенгаєр, який займався питаннями репатріації австрійських солдатів. Проте вже на початку 1920 р. Посольство у Варшаві вийшло з пропозицією про встановлення у Львові консульства Австрійської Республіки. Початково йшлося про призначення до Львова Почесного консула, але вже до кінця 1920 р. Міністерство закордонних справ Австрії прийшло до висновку про необхідність відкрити у Східній Галичині штатне консульство. Однак через брак коштів і певну протидію з боку польського уряду, до виконання своїх обов'язків Генеральний консул Австрії у Львові доктор Ойген Вурціан (Eugen Wurzian) приступив аж у березні 1922. До свого призначення у Львів д-р Вурціан обіймав посаду австрійського консула у Празі, а згодом у Берліні.

Проте вже 14 червня 1922 р. австрійське консульство було змушене припинити свою роботу у зв'язку з тим, що не було можливості отримати відповідне службове приміщення. Відновлення діяльності консульства відбулося 17 липня 1922 р. Консульський округ охоплював Львівське, Станиславівське й Тернопільське воєводства.

У листопаді 1922 р. д-ра О.Вурціана на посаді австрійського консула змінив Клеменс Йозеф Вільднер (1892—1965) (Clemens Josef Wildner).
Штатне консульство Австрії у Львові працювало недовго — наприкінці 1923 р. у зв'язку з фінансовими труднощами Уряд Австрії ухвалив рішення про зміну статусу консульства у Львові на Почесне. 4 січня 1924 р. на посаду Почесного консула у Львові був призначений відомий і авторитетний львівський промисловець Стефан фон Бачевський (Stefan von Baczewski), керівник славнозвісної горілчаної компанії «Й. А. Бачевський» («J.A. Baczewski»).
29 квітня 1929 року Федеральний Президент Австрійської Республіки Вільгельм Міклас призначив Стефана Бачевського Почесним Генеральним консулом у Львові (проте, статус самої консульської установи не підвищено). 

Після аншлюсу Австрії у березні 1938 р. консульство продовжувало свою діяльність у Львові під патронатом вже Імперського Уряду Німеччини (однак паспорти та візи тепер віддавало консульство у Кракові). Але, зрештою, Німеччина відновила у Львові власне консульство, якому були передані функції австрійської установи.

### Часи незалежності України
Консульську установу Республіки Австрія у Львові було відновлено у березні 1998 року, через 60 років після її ліквідації внаслідок «аншлюсу Австрії» 1938 р. Очолив установу директор Львівського фармацевтичного заводу ВАТ «Галичфарм» Роман Беряк, а посаду Почесного віце-консула обійняв Роман Крип'якевич. У 2000 році Почесне консульство припинило свою діяльність через трагічну загибель Почесного консула Романа Беряка у серпні 2000 в автокатастрофі.
Від березня 2001 року до листопада 2002 року посаду віце-консула обіймав Андреас Веннінгер. Вже з 17 грудня 2001 року федеральний президент др. Гайнц Фішер призначив Почесним консулом Республіки Австрія у Львові Ярослава Наконечного, дипломованого інженера-енергетика, генерального директора ЗАТ «ЕнергоБудПроект». 
10 квітня 2002 року у Палаці Потоцьких відбулось урочисте відкриття консульської установи Республіки Австрія у Львові. 
27 жовтня 2016 року Почесним консулом Австрії у Львові став Маркіян Мальський — юрист, очільник Західно-українського офісу адвокатського об'єднання Arzinger. Офіційне відновлення діяльності Почесного консульства у Львові відбулось 10 лютого 2017 року. 
У 2018 році, рішенням ЛМР, вулицю Карбишева перейменовано на вулицю Віденську, на честь міста Відень, столиці Австрійської республіки в результаті звернення з відповідною пропозицією Почесного консула Австрії у Львові Маркіяна Мальського. Це найменування вулиці стало вагомим внеском у зміцнення міжнародних стосунків та свідченням міцних історичних, культурних та ділових зв’язків міста Львова з Австрією.
5 липня 2019 — Президент Зеленський офіційно призначив Маркіяна Мальського на посаду голови ЛОДА, у зв'язку з чим повноваження Мальського як Почесного консула були призупинені на час перебування на посаді.
26 серпня 2020 року екзекватуру МЗС України про призначення Почесним віце-консулом вручено Христині Кулик, яка з 2016 року була помічником Почесного консула Маркіяна Мальського.
2 жовтня 2020 року Маркіяну Мальському вручено екзекватуру МЗС України та призначено Почесним консулом Австрії у Львові.
Почесне консульство не наділене візовими повноваженнями.

## Почесні консули
- Беряк Роман Олексійович (1998—2000)
- Крип'якевич Роман Іванович (1998—1999), Почесний віце-консул
- Наконечний Ярослав Андрійович (2001—2016)
- Мальський Маркіян Маркіянович (2016 — 2019, 2020 — ...)
- Кулик Христина Володимирівна (2020 —...), Почесний віце-консул

## Розташування Почесного консульства Австрійської Республіки у Львові
- вул. Браєровська (сучасна вул. Б.Лепкого, 14) (1922—1924)
- вул. Пельчинська, 35 (сучасна вул. Вітовського, 35) (1924—1929)
- вул. Сикстуська, 35 (сучасна вул. Дорошенка, 35) (1929—1932)
- вул. Оссолінських, 4 (сучасна вул. Стефаника, 4) (1932—1938)
- вул. Професорська, 1 (1998—2000)
- вул. Йосипа Сліпого, 7 (2002—2007)
- вул. Просп. Шевченка, 26 (2007—2016)
- вул. Ген. Чупринки, 6 (2016-…)